# أندي أولسون
أندي أولسون هو سياسي أمريكي، ولد في 6 نوفمبر 1952 في نورفولك في الولايات المتحدة. نشط حزبياً في الحزب الجمهوري. وقد انتخب عضو مجلس نواب أوريغون ‏.

## وصلات خارجية
- الموقع الرسمي